# Churinga thailandica
Churinga thailandica is een vlinder uit de familie van de spinneruilen (Erebidae). De wetenschappelijke naam van deze soort is voor het eerst voorgesteld door Yasunori Kishida in een publicatie uit 1998.
De soort komt voor in Thailand.